# PokerStars Festival Saison 2
Résultats et tournois de la saison 2 du PokerStars Festival.

## Résultats et tournois

### Londres

#### Main Event
- Lieu : Hippodrome Casino, Londres,  Angleterre[1],[2]
- Prix d'entrée : 990 £[1],[2]
- Date : Du 24 au 28 janvier 2018[1],[2]
- Nombre de joueurs :  675 (+ 177)
- Prize Pool : 743 796 £
- Nombre de places payées :  127

| Place | Nom                     | Prix      |
| ----- | ----------------------- | --------- |
| 1er   | Kalidou Sow             | 121 803 £ |
| 2e    | Paul Dando              | 103 197 £ |
| 3e    | David Mander            | 60 000 £  |
| 4e    | Thomas Winstone         | 45 000 £  |
| 5e    | Waheed Ashraf           | 35 500 £  |
| 6e    | Attila Farkas           | 26 600 £  |
| 7e    | Thomas Harbrecht-Parker | 18 500 £  |
| 8e    | Tsz Ho                  | 13 000 £  |

#### High Roller
- Lieu : Hippodrome Casino, Londres,  Angleterre[1],[3]
- Prix d'entrée : 2 200 £[1],[3]
- Date : 23 et 24 janvier 2018[1],[3]
- Nombre de joueurs :  142 (+ 22)
- Prize Pool : 318 160 £
- Nombre de places payées :  23

| Place | Nom                  | Prix     |
| ----- | -------------------- | -------- |
| 1er   | Dragos Trofimov      | 73 990 £ |
| 2e    | Sergio Castelluccio  | 50 110 £ |
| 3e    | Jordi Torner         | 33 410 £ |
| 4e    | Luke Schwartz        | 27 360 £ |
| 5e    | Paulius Plausinaitis | 21 950 £ |
| 6e    | Jonathan Wong        | 17 020 £ |
| 7e    | Nicolas Cardyn       | 12 600 £ |
| 8e    | Evangelos Bechrakis  | 9 260 £  |

### Marbella

#### Main Event
- Lieu : Casino Marbella, Marbella,  Espagne[4],[5]
- Prix d'entrée : 1 100 €[4],[5]
- Date : Du 6 au 10 juin 2018[4],[5]
- Nombre de joueurs :  1 027
- Prize Pool : 995 820 €
- Nombre de places payées :  154

| Place | Nom              | Prix      |
| ----- | ---------------- | --------- |
| 1er   | Omar Del Pino    | 179 000 € |
| 2e    | Romain Feriolo   | 107 500 € |
| 3e    | Ole Rauff Hansen | 76 000 €  |
| 4e    | Iñigo Naveiro    | 57 000 €  |
| 5e    | Tomas Saltonas   | 44 000 €  |
| 6e    | Zhong Chen       | 32 000 €  |

#### High Roller
- Lieu : Casino Marbella, Marbella,  Espagne[4],[6]
- Prix d'entrée : 2 200 €[4],[6]
- Date : Du 8 au 10 juin 2018[4],[6]
- Nombre de joueurs :  149 (+ 26)
- Prize Pool : 336 000 €
- Nombre de places payées :  23

| Place | Nom                 | Prix     |
| ----- | ------------------- | -------- |
| 1er   | Jonatan Gomez       | 66 722 € |
| 2e    | Pim Gieles          | 64 178 € |
| 3e    | Nuno Capucho        | 35 300 € |
| 4e    | Raoul Refos         | 28 900 € |
| 5e    | Sebastian Topenczer | 23 200 € |
| 6e    | Vladimir Velasquez  | 18 000 € |
| 7e    | Walter Blattler     | 13 300 € |
| 8e    | Roberto Carrera     | 9 810 €  |

### Lille

#### Main Event
- Lieu : Casino Barrière de Lille, Lille,  France[7],[8]
- Prix d'entrée : 1 100 €[7],[8]
- Date : Du 18 au 22 juillet 2018[7],[8]
- Nombre de joueurs :  627 (+232)
- Prize Pool : 824 640 €
- Nombre de places payées :  127

| Place | Nom                 | Prix      |
| ----- | ------------------- | --------- |
| 1er   | Alexandre De Zutter | 154 000 € |
| 2e    | Yannick Ansenne     | 93 480 €  |
| 3e    | Faggioli Ugo        | 65 950 €  |
| 4e    | Alex Peck           | 49 440 €  |
| 5e    | Tom De Boom         | 38 980 €  |
| 6e    | Samir Akhoullou     | 29 160 €  |
| 7e    | Gino Cardenia       | 20 540 €  |
| 8e    | Pierre Antona       | 14 430 €  |

#### High Roller
- Lieu : Casino Barrière de Lille, Lille,  France[7],[9]
- Prix d'entrée : 2 200 €[7],[9]
- Date : Du 20 et 22 juillet 2018[7],[9]
- Nombre de joueurs :  141 (+ 28)
- Prize Pool : 324 480 €
- Nombre de places payées :  23

| Place | Nom                   | Prix     |
| ----- | --------------------- | -------- |
| 1er   | Jovan Jojic           | 75 415 € |
| 2e    | Matt Perrins          | 51 100 € |
| 3e    | Jérôme Van Inghelandt | 34 070 € |
| 4e    | Filipe Oliveira       | 27 900 € |
| 5e    | Pierre Tilmant        | 22 390 € |
| 6e    | Igor Picone           | 17 360 € |
| 7e    | Mark Roovers          | 12 850 € |
| 8e    | Derek Decamps         | 9 440 €  |